# دونالد هارفي (قاتل متسلسل)
دونالد هارفي (بالإنجليزية: Donald Harvey) هو قاتل متسلسل أمريكي، ولد في 15 أبريل 1952 في مقاطعة بتلر في الولايات المتحدة، وتوفي في 30 مارس 2017 في توليدو في الولايات المتحدة بسبب إصابة كليلة.